# Atmosfera da Terra

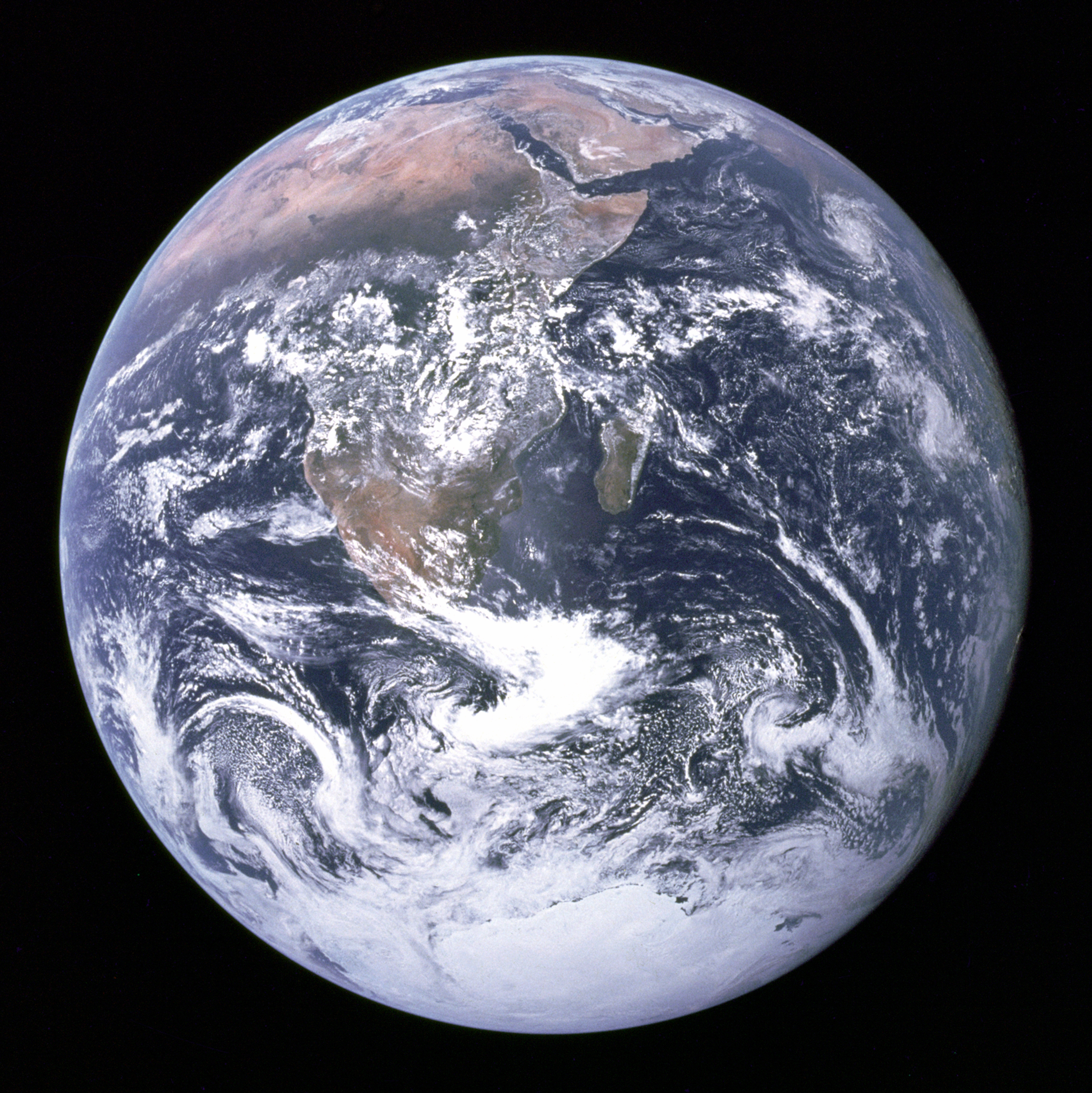
Imagem da Terra vista do Apollo 17

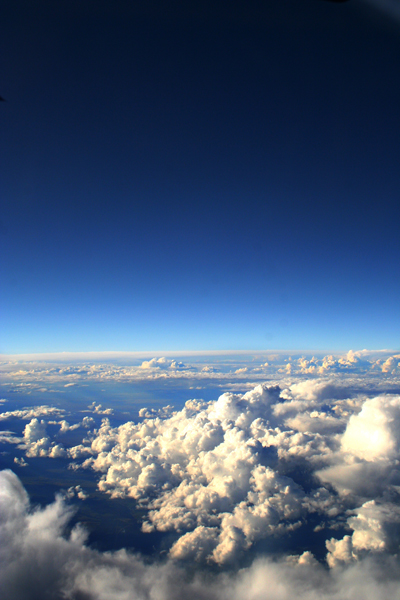
Quando visto de uma certa altitude, como aqui de um avião, o céu varia de cor

A atmosfera terrestre é uma camada de gases que envolve a Terra e é retida pela força da gravidade. A atmosfera terrestre protege a vida na Terra absorvendo a radiação ultravioleta solar, aquecendo a superfície por meio da retenção de calor (efeito estufa), e reduzindo os extremos de temperatura entre o dia e a noite. Visto do espaço, o planeta Terra aparece como uma esfera de coloração azul brilhante. Esse efeito cromático é produzido pela dispersão da luz solar sobre a atmosfera, e que existe também em outros planetas do sistema solar dotados de atmosfera.
O ar seco contém, em volume, cerca de 78,09% de nitrogênio, 20,95% de oxigênio, 0,93% de argônio, 0,039% de gás carbônico e pequenas quantidades de outros gases. O ar contém uma quantidade variável de vapor de água, em média 1%.
A atmosfera tem uma massa de aproximadamente 5,1 x 1018 kg, sendo que três quartos dessa massa estão situados nos primeiros 11 km desde a superfície. A atmosfera terrestre se torna cada vez mais tênue conforme se aumenta a altitude, e não há um limite definido entre a atmosfera terrestre e o espaço exterior. Apenas em altitudes inferiores a 120 km a atmosfera terrestre passa a ser bem percebida durante a reentrada atmosférica de um ônibus espacial, por exemplo. A linha Kármán, a 100 km de altitude, é considerada frequentemente como o limite entre atmosfera e o espaço exterior.

## Composição

A composição da atmosfera terrestre. O gráfico inferior representa os gases traços que juntos representam 0,039% da atmosfera. Valores normalizados para ilustração

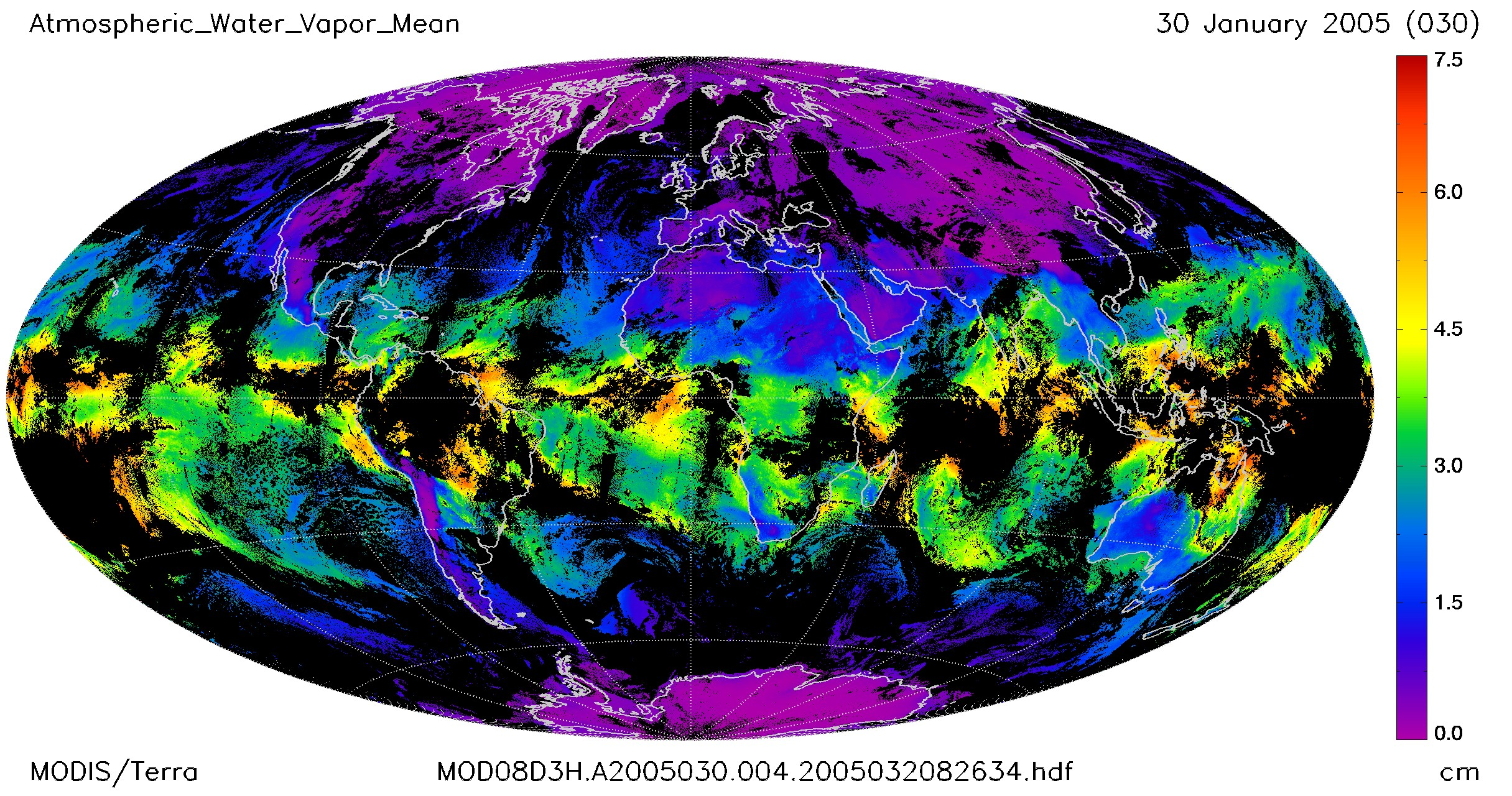
Quantidade média de vapor de água na atmosfera

A atmosfera terrestre é composta principalmente de nitrogênio, oxigênio e argônio. Os gases restantes são muitas vezes referidos como gases traços, entre os quais estão incluídos os gases do efeito estufa, como vapor de água, o dióxido de carbono, metano, óxido nitroso e o ozônio. O ar filtrado pode conter vestígios de muitos outros compostos químicos. Muitas substâncias naturais podem estar presente em quantidades ínfimas em uma amostra de ar não purificada, incluindo poeira, pólen e esporos, gotículas de água líquida, cinzas vulcânicas e meteoroides. Vários poluentes industriais também podem estar presentes, tais como o cloro (elementar ou em compostos), compostos de flúor, mercúrio elementar e compostos de enxofre, tais como dióxido de enxofre (SO2, que pode causar a chuva ácida).
| ppmv: partes por milhão por volume (nota: a fração de volume é igual à fração molar para apenas gases ideais) |                                                                   |
| Gás | Volume                                                            |
| Nitrogênio (N2)                                                                                               | 780 840 ppmv (78,084%)                                            |
| Oxigênio (O2)                                                                                                 | 209 460 ppmv (20,946%)                                            |
| Argônio (Ar)                                                                                                  | 9 340 ppmv (0,9340%)                                              |
| Dióxido de carbono (CO2) (em 2010)                                                                            | 390 ppmv (0,0390%)                                                |
| Neônio (Ne)                                                                                                   | 18,18 ppmv (0,001818%)                                            |
| Hélio (He) | 5,24 ppmv (0,000524%)                                             |
| Metano (CH4)                                                                                                  | 1,79 ppmv (0,000179%)                                             |
| Criptônio (Kr)                                                                                                | 1,14 ppmv (0,000114%)                                             |
| Hidrogênio (H2)                                                                                               | 0,55 ppmv (0,000055%)                                             |
| Óxido nitroso (N2O)                                                                                           | 0,3 ppmv (0,00003%)                                               |
| Monóxido de carbono (CO)                                                                                      | 0,1 ppmv (0,00001%)                                               |
| Xenônio (Xe)                                                                                                  | 0,09 ppmv (9x10−6%)                                               |
| Ozônio (O3)                                                                                                   | 0,0 a 0,07 ppmv (0% a 7x10−6%)                                    |
| Dióxido de nitrogênio (NO2)                                                                                   | 0,02 ppmv (2x10−6%)                                               |
| Iodo (I) | 0,01 ppmv (10−6%)                                                 |
| Amônio (NH3)                                                                                                  | traços                                                            |
| Gases não incluídos na alta atmosfera (amostra isenta de água):                                               |                                                                   |
| Vapor de água (H2O)                                                                                           | ~0,40% em toda a atmosfera, normalmente entre 1%-4% na superfície |

### Vapor de água

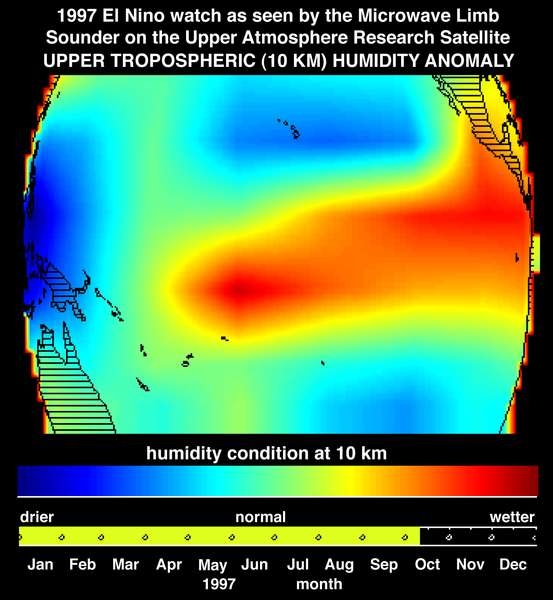
Figura de monitoramento da concentração de vapor na atmosfera causada pelo fenômeno El Niño

O vapor d'água na atmosfera encontra-se principalmente nas camadas mais baixas da atmosfera (75% de todo o vapor d'água está abaixo dos quatro mil metros de altitude) e exerce o importante papel de regulador da ação do Sol sobre a superfície terrestre. A quantidade de vapor varia muito em função das condições climáticas das diferentes regiões do planeta; os níveis de evaporação e precipitação são compensados até chegar a um equilíbrio na baixa atmosfera: o vapor de água contido nas camadas inferiores está muito próximo ao seu ponto de saturação. A água torna-se líquida quando a sua concentração chega a 4% na baixa atmosfera.
O ar, em algumas áreas, como desertos, pode estar praticamente isento de vapor de água, enquanto em outras pode chegar a ao nível de saturação, algo muito comum nas regiões equatoriais, onde a precipitação pluvial é constante todo o ano.

## Camadas e áreas de descontinuidade

Camadas da atmosfera (sem escala)

A temperatura da atmosfera terrestre varia entre camadas em altitudes diferentes. Portanto, a relação matemática entre temperatura e altitude também varia, sendo uma das bases da classificação das diferentes camadas da atmosfera.
A atmosfera está convencionalmente estruturada em cinco camadas, três das quais são relativamente quentes, separadas por duas camadas relativamente frias. Os contatos entre essas camadas são áreas de descontinuidade, e recebem o sufixo "pausa" após o nome da camada subjacente.

### Troposfera
A Troposfera é a camada atmosférica que se estende da superfície da Terra até a base da estratosfera. Esta camada responde por cerca de oitenta por cento do peso atmosférico e é a única camada em que os seres vivos podem respirar normalmente. A sua espessura média é de aproximadamente 12 km, atingindo até 17 km nas regiões equatoriais e reduzindo-se para em torno de sete quilômetros nos polos. Praticamente todos os fenômenos meteorológicos estão confinados a esta camada.
Na base da troposfera encontra-se a camada limite planetária (CLP) (também chamada de camada limite atmosférica - CLA), a camada mais baixa da troposfera, com uma altura média de 1 km, na qual os efeitos da superfície são importantes, como o ciclo diurno de aquecimento e resfriamento. O que distingue a CLP de outras regiões da troposfera é a turbulência atmosférica e seu efeito de mistura, resultando na chamada camada de mistura (CM). Acima da CLP, o escoamento atmosférico é laminar (não turbulento), e o ar desliza em camadas, à exceção do movimento turbulento que é encontrado dentro das nuvens convectivas do tipo cumulonimbus, de grande desenvolvimento vertical.
Em geral, a base das nuvens e a uma inversão térmica de altitude podem ser encontradas junto ao topo da CLP, limitando-a. Os poluentes atmosféricos são difundidos pela turbulência dentro da CLP e transportados a longas distâncias, até encontrar uma região de ocorrência de nuvens de grande desenvolvimento vertical que possam lhes transportar até a troposfera superior. Uma camada de transição existe entre a CLP e a atmosfera livre, na qual ocorre a intrusão de ar frio e seco da atmosfera livre dentro da CLP. O ar da CLP sobre os continentes nas latitudes tropicais em geral é quente e úmido. Os fluxos de calor, umidade e de poluentes ocorrem na base da CLP a partir da superfície e, por isso, o fluxo turbulento de calor diminui verticalmente. Em geral, durante o dia, a CLP é uma camada convectiva, durante a noite, é estável junto à superfície que se resfria por perda radiativa do calor acumulado durante o dia.

### Tropopausa
A tropopausa é o nome dado à camada intermediária entre a troposfera e a estratosfera, situada a uma altura média em torno de 17 km sobre a linha do Equador. A distância da tropopausa em relação ao solo varia conforme as condições climáticas da troposfera, da temperatura do ar, da latitude, entre outros fatores. Se existe na troposfera uma agitação climática com muitas correntes de convecção, a tropopausa tende a subir. Isto se deve por causa do aumento do volume do ar na troposfera, este aumentando, aquela aumentará, por consequência, empurrará a tropopausa para cima.

### Estratosfera

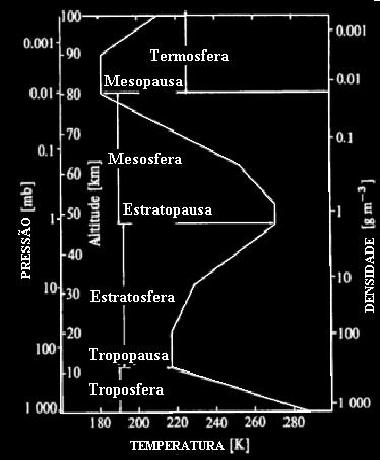
Gráfico que ilustra distribuição das camadas da atmosfera segundo a pressão, temperatura, altitude e densidade

Na estratosfera a temperatura aumenta com a altitude e se caracteriza pelos movimentos horizontais do ar. Situa-se aproximadamente entre 7 e 17 até 50 km de altitude aproximadamente, compreendida entre a troposfera e a mesosfera. Apresenta pequena concentração de vapor de água, e a temperatura cresce conforme maior a altitude até a região limítrofe, denominada estratopausa. Muitos aviões a jato circulam na estratosfera devido à sua estabilidade. É nesta camada que está situada a camada de ozônio, e onde começa a dispersão da luz solar (que origina o azul do céu).

### Estratopausa
A estratopausa é a região limítrofe entre a estratosfera e a mesosfera e onde a temperatura para de aumentar conforme a elevação da altitude, marcando o início da mesosfera.

### Mesosfera
Na mesosfera a temperatura diminui com a altitude. Esta é a camada atmosférica onde há uma substancial queda de temperatura, chegando até a -90 °C em seu topo. A mesosfera está situada entre a estratopausa em sua parte inferior e mesopausa em sua parte superior, entre 50 a 80/85 km de altitude. É na mesosfera que ocorre o fenómeno da aeroluminescência das emissões da hidroxila e é nela que se dá a combustão dos meteoroides.

### Mesopausa
A mesopausa é a região da atmosfera que determina o limite entre uma atmosfera com massa molecular constante de outra onde predomina a difusão molecular.

### Termosfera
Na termosfera a temperatura aumenta com a altitude, e está localizada acima da mesopausa. Sua temperatura aumenta rapidamente com a altitude até onde a densidade das moléculas é tão pequena que se movem em trajetórias aleatórias, chocando-se raramente. A temperatura média da termosfera é de 1 500 °C, mas a densidade é tão pequena que a temperatura não é sentida normalmente. Sua espessura varia entre 350 a 800 km dependendo da atividade solar, embora sua espessura seja tão pequena quanto 80 km em épocas de pouca atividade solar. É a camada onde ocorrem as auroras e onde orbita o ônibus espacial.

### Termopausa
A termopausa ou exobase é a região limítrofe entre a termosfera e a exosfera. Fisicamente, toda a radiação solar incidente atua abaixo da termopausa, mas pode ser negligenciado quando é considerado a exosfera, onde a atmosfera é tão tênue que fenômenos decorridos aí praticamente não são percebidos.

### Exosfera
A camada mais externa da atmosfera da Terra se estende desde a termopausa para o espaço exterior. Aqui, as partículas estão tão distantes que podem viajar centenas de quilômetros sem colidir umas com as outras. Uma vez que as partículas colidem raramente, a exosfera não se comporta como um fluido. Essas partículas que se movem livremente seguem trajetórias retilíneas e podem migrar para dentro ou para fora da magnetosfera ou da região de atuação do vento solar. A exosfera é composta principalmente de hidrogênio e hélio.
Não existe um limite definido entre o espaço exterior e a atmosfera. Presume-se que esta tenha cerca de mil quilômetros de espessura, 99% da densidade está concentrada nas camadas mais inferiores e cerca 80% da massa atmosférica está numa faixa de 11 km desde a superfície. À medida que se vai subindo, o ar vai se tornando cada vez mais rarefeito, perdendo sua homogeneidade e composição. Na exosfera, zona em que foi arbitrado limítrofe entre a atmosfera e o espaço interplanetário, algumas moléculas de gás acabam escapando à ação do campo gravitacional.
O limite onde os efeitos atmosféricos são notáveis durante a reentrada atmosférica, fica em torno de 120 km de altitude. A altitude de 100 quilômetros, conhecida como a linha Kármán, também é usada frequentemente como o limite entre atmosfera e o espaço exterior.

## Outras camadas
Além das cinco camadas principais determinadas pela temperatura, outras camadas são determinadas por várias outras propriedades.

### Ozonosfera
A ozonosfera ou camada de ozônio está contida dentro da estratosfera. Nesta, a concentração da camada de ozônio é de cerca de 2 a 8 partes por milhão, que é muito maior do que o ozônio na atmosfera próxima à superfície, mas ainda é muito pequeno quando comparado com os principais componentes da atmosfera. Está localizada principalmente na parte inferior da estratosfera, entre 15 e 35 km de altitude, embora a espessura varie sazonalmente e geograficamente. Cerca de 90% do ozônio em nossa atmosfera está contido na estratosfera.

### Ionosfera

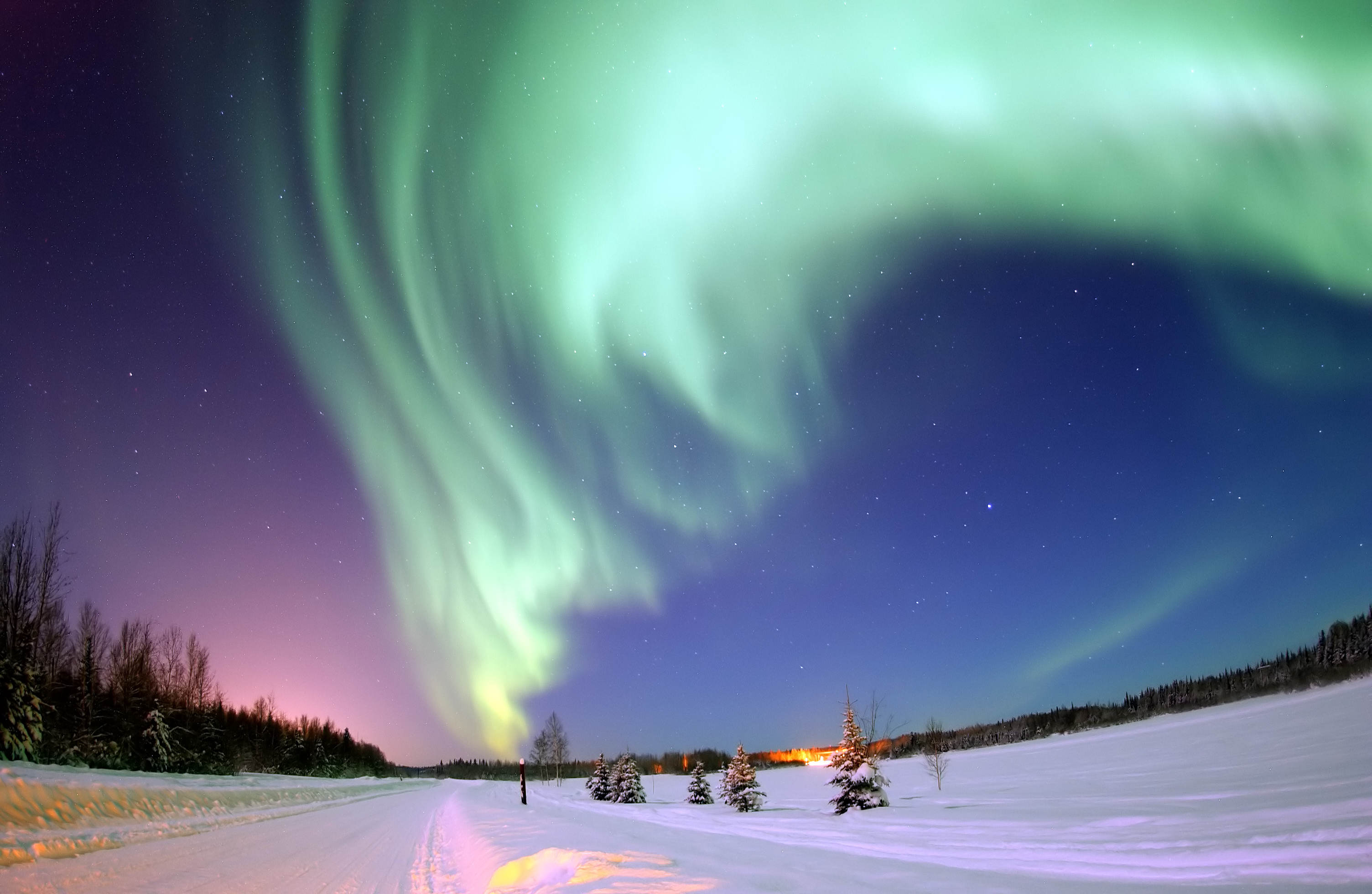
As auroras polares ocorrem na ionosfera

A ionosfera, a parte da atmosfera ionizada pela radiação solar, estende-se de 50 a 1 mil km de altitude e, normalmente, engloba tanto a termosfera quanto a exosfera. A ionosfera representa a fronteira interna da magnetosfera. Tem importância prática, e influencia, por exemplo, a propagação radioelétrica sobre a Terra. É responsável pelas auroras. É dividida em subcamadas que se diferem pela quantidade de energia eletromagnética recebida pelo sol ou de ficarem mais ativas quando os raios solares incidem perpendicularmente no meio.

### Homosfera e heterosfera
A homosfera e a heterosfera são definidas pelo fato de que os gases atmosféricos estão ou não bem misturados. No homosfera, a composição química da atmosfera não depende do peso molecular; os gases são misturados pela turbulência. A homosfera inclui a troposfera, a estratosfera e a mesosfera. Acima da turbopausa, a cerca de 100 km de altitude (essencialmente a altitude da mesopausa), a composição varia com a altitude. Isso ocorre porque a distância que as partículas podem se mover sem colidir uma com as outras é grande em comparação com o tamanho dos movimentos turbulentos que fazem a mistura. Isso permite que os gases se estratifiquem pelo peso molecular; os mais pesados, como o oxigênio e nitrogênio, estão presentes apenas próximos da parte inferior da heterosfera. A parte superior do heterosfera é composta quase que totalmente por hidrogênio, o elemento mais leve.

### Camada limite planetária
A camada limite planetária é a parte da troposfera que está mais próxima da superfície terrestre, e é diretamente afetada por ela, principalmente através da difusão turbulenta. Durante o dia, a camada limite planetária é geralmente bem misturada, enquanto à noite, torna-se estavelmente estratificada, com ocasiões de mistura fraca ou intermitente. A profundidade da camada limite planetária varia de 100 m, durante noites claras e calmas, para 3 mil m ou mais durante a tarde nas regiões secas.

## Propriedades físicas

### Pressão e espessura

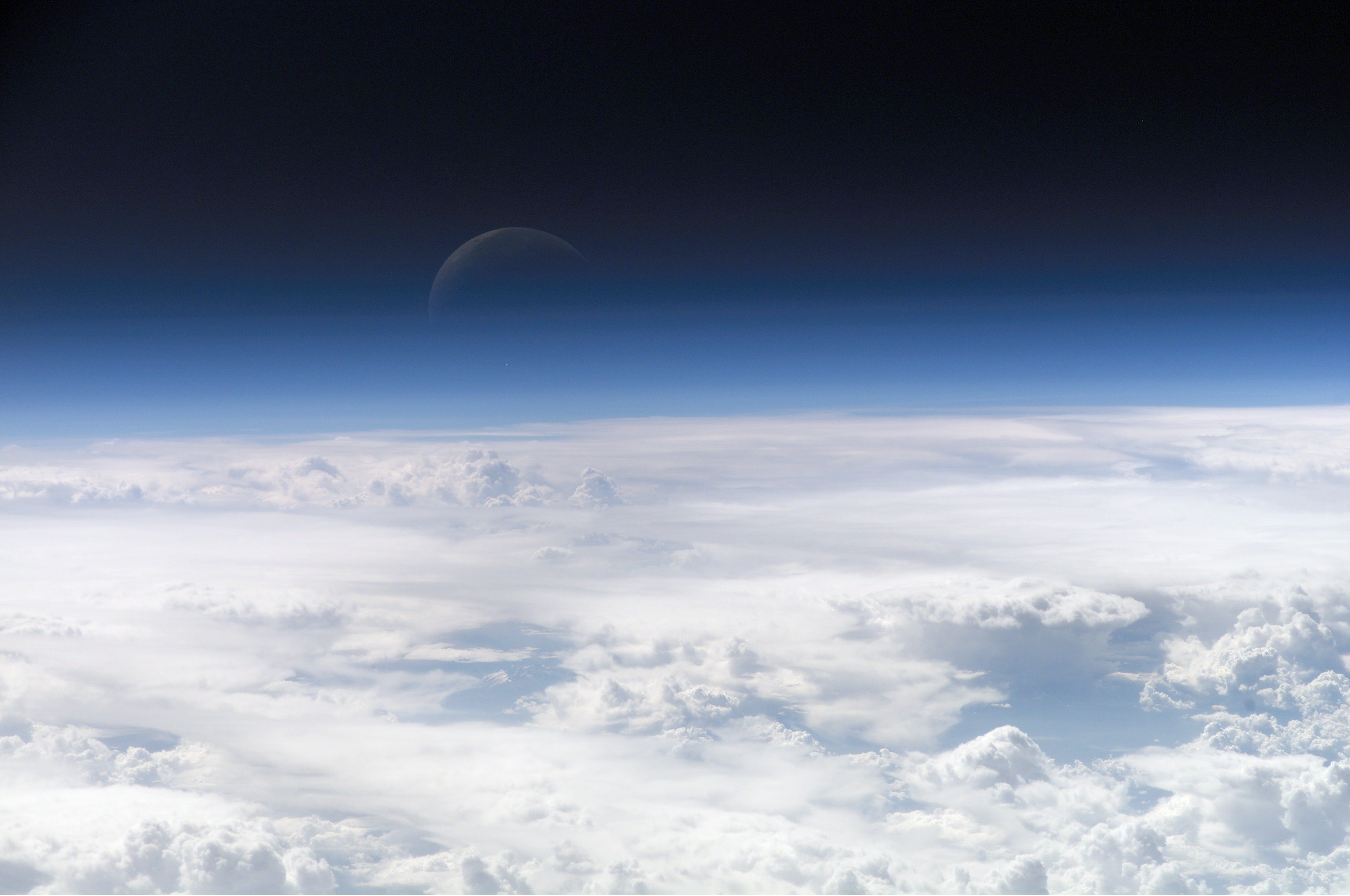
As camadas mais altas da atmosfera terrestre

A pressão atmosférica média ao nível do mar é de cerca de 1 atmosfera (atm) = 101,3 kPa (quilopascais) = 14,7 psi (libras por polegada quadrada) = 760 mmHg (milímetros de mercúrio). A massa atmosférica total é de 5,1480 × 1018kg, cerca de 2,5% inferior ao que seria calculado ingenuamente a partir da pressão média ao nível do mar e da área da Terra, de cerca de 51 007,2 mega-hectares. este desvio nos cálculos é devido ao terreno montanhoso da superfície terrestre. A pressão atmosférica é o peso total do ar por unidade de área, no ponto onde a pressão é medida. Assim, a pressão do ar varia com a localização e momento, porque a quantidade de ar acima da superfície da Terra varia.
Se a densidade atmosférica se mantiver constante com a altura, a atmosfera iria terminar abruptamente a 8,50 km. À vez disso, a densidade da atmosfera diminui com a altura, caindo 50% a uma altitude de cerca de 5,6 km. Como resultado, a pressão atmosférica decresce exponencialmente com a altura, continuando a diminuir 50% a cada 5,6 km até atingir a mesopausa. No entanto, a partir da mesopausa, mudanças nos valores da gravidade, temperatura, peso molecular médio em toda a coluna atmosférica, a dependência da pressão atmosférica à altitude é modelada por equações separadas para cada uma das camadas acima. Mesmo na exosfera, a atmosfera ainda está presente. Isto pode ser visto pelos efeitos do arrasto atmosférico em satélites.
Em resumo, as equações da pressão em função da altitude podem ser usadas diretamente para estimar a espessura da atmosfera:
- 50% da atmosfera, em massa, está a uma altitude inferior a 5,6 km;
- 90% da atmosfera, em massa, está a uma altitude inferior a 16 km;
- 99,99997% da atmosfera, em massa, está abaixo de 100 km de altitude, embora nas camadas rarefeitas acima, existem auroras e outros fenômenos atmosféricos.

### Densidade e massa

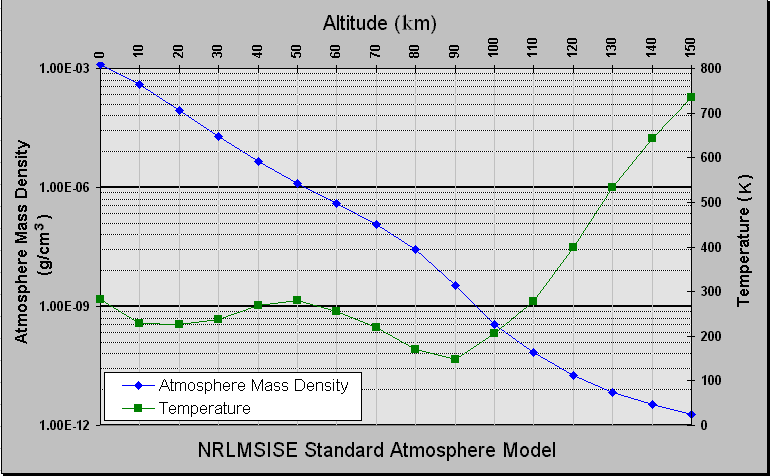
Temperatura e densidade em função da altitude do modelo atmosférico padrão NRLMSISE-00

A densidade do ar ao nível do mar é cerca de 1,2 kg/m³. A densidade não deve ser medida diretamente, mas é calculada a partir de medições de temperatura, pressão e umidade, usando a equação de estado para o ar (uma forma da lei dos gases ideais). A densidade atmosférica diminui com o aumento da altitude. Esta variação pode ser aproximadamente modelada utilizando a equação barométrica. Modelos mais sofisticados são usados para prever a decaimento orbital dos satélites.
A massa média da atmosfera é de cerca de 5 quatrilhões (5x1015) de toneladas, ou cerca de 1/1 200 000 a massa da Terra. Segundo o Centro Nacional de Pesquisas Atmosféricas dos Estados Unidos, "A massa média total da atmosfera é de 5,1480 × 1021g, com uma variação anual, devido às diferentes concentrações de vapor de água, que varia entre 1,2 e 1,5 × 1018g, dependendo dos dados da pressão atmosférica superfície ou de vapor de água utilizados, pouco menor do que a estimativa anterior. A massa média de vapor d'água é estimada em 1,27 × 1019g, e massa da atmosfera isenta de ar como 5,1352 ± 0,0003 × 1018 kg."

### Fenômenos ópticos
A radiação (ou luz) solar é a energia que a Terra recebe do sol. A Terra também emite radiação de volta para o espaço, mas em comprimentos de onda mais longos, que não podemos ver. Parte da radiação emitida e é absorvida ou refletida pela atmosfera.

#### Dispersão
Quando a luz passa através da atmosfera, os fótons interagem através da dispersão. Se a luz não interagir com a atmosfera, então ocorre a radiação direta e é o que nós vemos quando olhamos diretamente para o sol. A radiação indireta é a luz que é dispersa na atmosfera. Por exemplo, em um dia nublado, quando não conseguimos ver a nossa própria sombra, não há radiação direta, toda a luz visível é produto de radiação indireta. Devido a um fenômeno óptico conhecido como dispersão de Rayleigh, comprimentos de onda mais curtos (azul) se dispersam mais facilmente do que comprimentos de onda mais longos (vermelho). É por isso que o céu parece azul, resultado de radiação indireta que dá preferência aos comprimentos de onda que tendem ao azul. Também por isso, o pôr-do-sol é vermelho, porque o Sol está próximo do horizonte, e os raios solares têm que atravessar uma atmosfera mais espessa para chegar a nossa visão. Grande parte da luz azul é espalhada e neutralizada, deixando apenas a luz vermelha em um pôr-do-sol.

#### Absorção

A opacidade, ou transmitância, da atmosfera terrestre em diferentes comprimentos de onda, incluindo o espectro visível

Diferentes moléculas absorvem radiações com diferentes comprimentos de onda. Por exemplo, o oxigênio e o ozônio absorvem quase todos os comprimentos de onda mais curtos do que 300 nanômetros (radiação ultravioleta e radiações mais energéticas). A água absorve vários comprimentos de onda acima de 700 nm (radiação infravermelha e radiações menos energéticas). Quando uma molécula absorve um fóton, aumenta a energia da molécula. Podemos deduzir isso como o aquecimento da atmosfera, mas também a atmosfera se resfria emitindo radiação.
O espectro de absorção combinado dos gases na atmosfera deixa "janelas" de baixa opacidade, permitindo a transmissão de apenas determinadas faixas de luz. A janela óptica vai de cerca de 300 nm (ultravioleta-C), até 1 100 nm (infravermelho) Está janela inclui o espectro visível, de comprimento de onda de 400 a 700 nm. Há também janelas de infravermelho e de rádio, cujo comprimento de onda varia de um centímetro a 11 metros.
A temperatura média da atmosfera na superfície terrestre é de 14 °C. ou 15 °C, dependendo da referência.

#### Emissão
A emissão é o oposto da absorção, que é quando um corpo emite radiação. Corpos tendem a emitir quantidades e comprimentos de onda de radiação em função de sua curva de emissão de seu "corpo negro". Portanto, corpos quentes tendem a emitir mais radiação com comprimentos de onda mais curtos. Corpos mais frios emitem menos radiação, com comprimentos de onda mais longos. Por exemplo, a temperatura da superfície solar é de aproximadamente 6 mil K, mas seu pico de radiação está situado próximo ao comprimento de onda de cerca de 500 nm, e é visível ao olho humano. A temperatura da superfície terrestre é de 290 K, então seu pico de radiação tem o comprimento de onda próximo de 10 mil nm, e é demasiado longo para ser visível aos seres humanos.
Por causa de sua temperatura, a atmosfera emite radiação infravermelha. Por exemplo, em noites claras, a superfície da Terra se esfria mais rapidamente do que em noites nubladas. Isso ocorre porque as nuvens são fortes absorvedoras e emissoras de radiação infravermelha. É também por isso, a noite torna-se mais fria em altitudes mais elevadas. A atmosfera age como um "cobertor", que limita a quantidade de radiação que a Terra perde para o espaço.
O efeito estufa está diretamente relacionado a esta absorção e emissão em vigor. Alguns compostos químicos na atmosfera absorvem e emitem radiação infravermelha, mas não interagem com a luz solar no espectro visível. Os exemplos mais comuns destes produtos químicos são o gás carbônico e a água. Se houver excesso de gases do efeito estufa, o Sol aquece a superfície da Terra, mas os gases bloqueiam a radiação infravermelha de sair de volta para o espaço. Este desequilíbrio faz com que a Terra se aqueça e, consequentemente causa alterações climáticas.

#### Índice de refração
O índice de refração do ar é ligeiramente maior do que 1. Variações sistemáticas no índice de refração podem levar à curvatura dos raios de luz ao longo de grandes percursos óptico. Por exemplo, em algumas circunstâncias, os observadores a bordo dos navios podem ver outros navios ao longo do horizonte apenas porque a luz é refratada na mesma direção da curvatura da superfície da Terra.
O índice de refração do ar depende da temperatura, dando origem a efeitos de refração, quando o gradiente de temperatura é grande. Um exemplo desses efeitos é a miragem.

## Dinâmica atmosférica

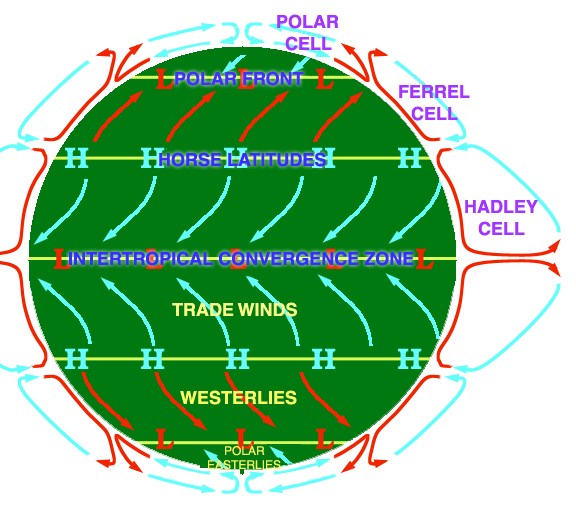
Uma vista idealizada das três grandes células de circulação atmosférica

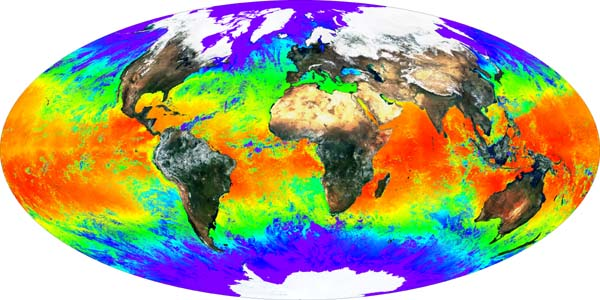
Exemplo de Mapeamento da temperatura da superfície da Terra

As camadas superiores do planeta refletem em torno de 40% da radiação solar. Dos 60% restantes, aproximadamente 17% são absorvidos pelas camadas inferiores, sendo que o ozônio interage e absorve os raios ultravioleta. O dióxido de carbono e o vapor de água absorvem os raios infravermelhos. Restam 43% da energia solar, e esta alcança a superfície do planeta, que por sua vez reflete dez por cento das radiações solares de volta para o espaço. Além dos efeitos descritos, existe ainda a influência do vapor de água e sua concentração variável. Estes, juntamente com a inclinação dos raios solares em função da latitude, agem de forma decisiva na penetrância da energia solar, que por sua vez tem aproximadamente 33% da energia absorvida por toda a superfície atingida durante o dia, sendo uma parte muito pequena desta reirradiada durante a noite. Existe ainda a influência e interação dos oceanos com a atmosfera em sua autorregulação. Estes mantêm um equilíbrio dinâmico entre os fenômenos climáticos das diferentes regiões da Terra.
Todos os mecanismos relatados acima atuando em conjunto, geram uma transição suave de temperaturas em todo o planeta. A exceção à regra ocorre onde são menores a quantidade de água a espessura da troposfera, como nos desertos e cordilheiras de grande altitude.

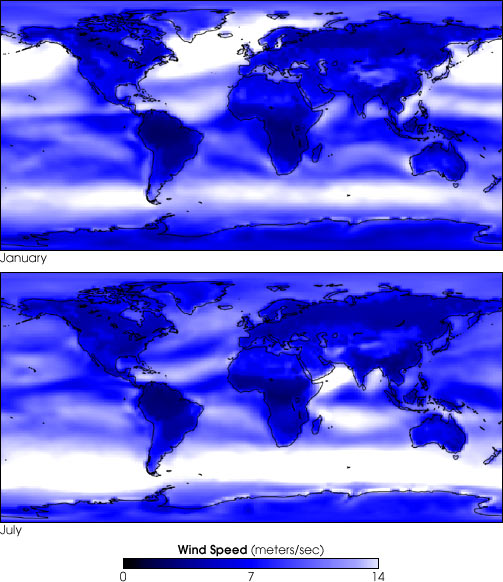
Mapeamento de velocidade dos ventos

Na baixa atmosfera, o ar se desloca tanto no sentido horizontal quanto no sentido vertical, sempre compensando as mudanças na pressão atmosférica decorridas pelas diferenças de temperatura; ao aquecer-se, uma massa de ar aquecida sobe, e ao esfriar-se, desce, gerando assim, um sistema oscilatório de variação da pressão atmosférica que pode adquirir características próprias.
Um dos maiores determinantes na distribuição do calor e umidade na atmosfera é a circulação do ar, pois esta ativa a evaporação média, dispersa as massas de ar quente ou frio, conforme a região e o momento. Por consequência caracteriza o próprio tempo meteorológico e o clima típico de uma determinada região.
A circulação atmosférica é o movimento em larga escala da atmosfera, e os meios (juntamente com a circulação oceânica), pelo qual o calor é distribuído ao redor da Terra. A estrutura de grande escala da circulação atmosférica varia de ano para ano, mas a estrutura básica permanece razoavelmente constante, uma vez que é determinado pela taxa de rotação da Terra (força de Coriolis) e pela diferença de radiação solar entre a linha do Equador e os polos.

## A evolução da atmosfera terrestre
Podemos compreender razoavelmente a história da atmosfera da Terra até há um bilhão anos atrás. Regredindo no tempo, podemos somente especular, pois, é uma área ainda em constante pesquisa.

### Primeira atmosfera
A primeira atmosfera era composta principalmente por hélio e hidrogênio. O calor provindo da crosta terrestre ainda em forma de plasma, e o Sol, a dissiparam.

### Segunda atmosfera
Há evidências de que existia água em estado líquido na superfície terrestre há pelo menos 3,8 bilhões de anos, comprovados pela coleta de sedimentos que datam daquela época.
400 milhões de anos mais tarde, praticamente não havia oxigênio livre e era composta quase que integralmente por nitrogênio e compostos de carbono. Era aproximadamente 100 vezes mais densa do que a atmosfera atual, embora a existência de vida, que é comprovada a partir de 3,5 bilhões de anos, já interferia na composição da antiga atmosfera. O sol emitia cerca de 30% menos radiação do que atualmente, mas as evidências geológicas comprovam que existiam oceanos líquidos sobre a superfície terrestre naquela época. Esta discrepância, conhecida como o paradoxo do jovem Sol fraco, pode evidenciar que o efeito estufa naquela época era muito maior do que atualmente.
De fato, as evidências geológicas mostram que a temperatura na superfície terrestre praticamente se manteve constante por bilhões de anos, com a exceção de uma era glacial ocorrida há 2,4 bilhões de anos
Surgiram organismos fotossintéticos que evoluiriam e começaram a converter dióxido de carbono em oxigênio. No fim do período arqueano, as primeiras evidências da presença de oxigênio começaram a se desenvolver, provavelmente de algas fotossintetizantes, descobertas em fósseis estromatólitos tão antigos quanto 2,7 bilhões de anos. As proporções dos isótopos de carbono daquela época são praticamente as mesmas de hoje em dia, sugerindo que as estruturas fundamentais do ciclo do carbono já estavam estabelecidas há pelo menos 4 bilhões de anos.

### Terceira atmosfera

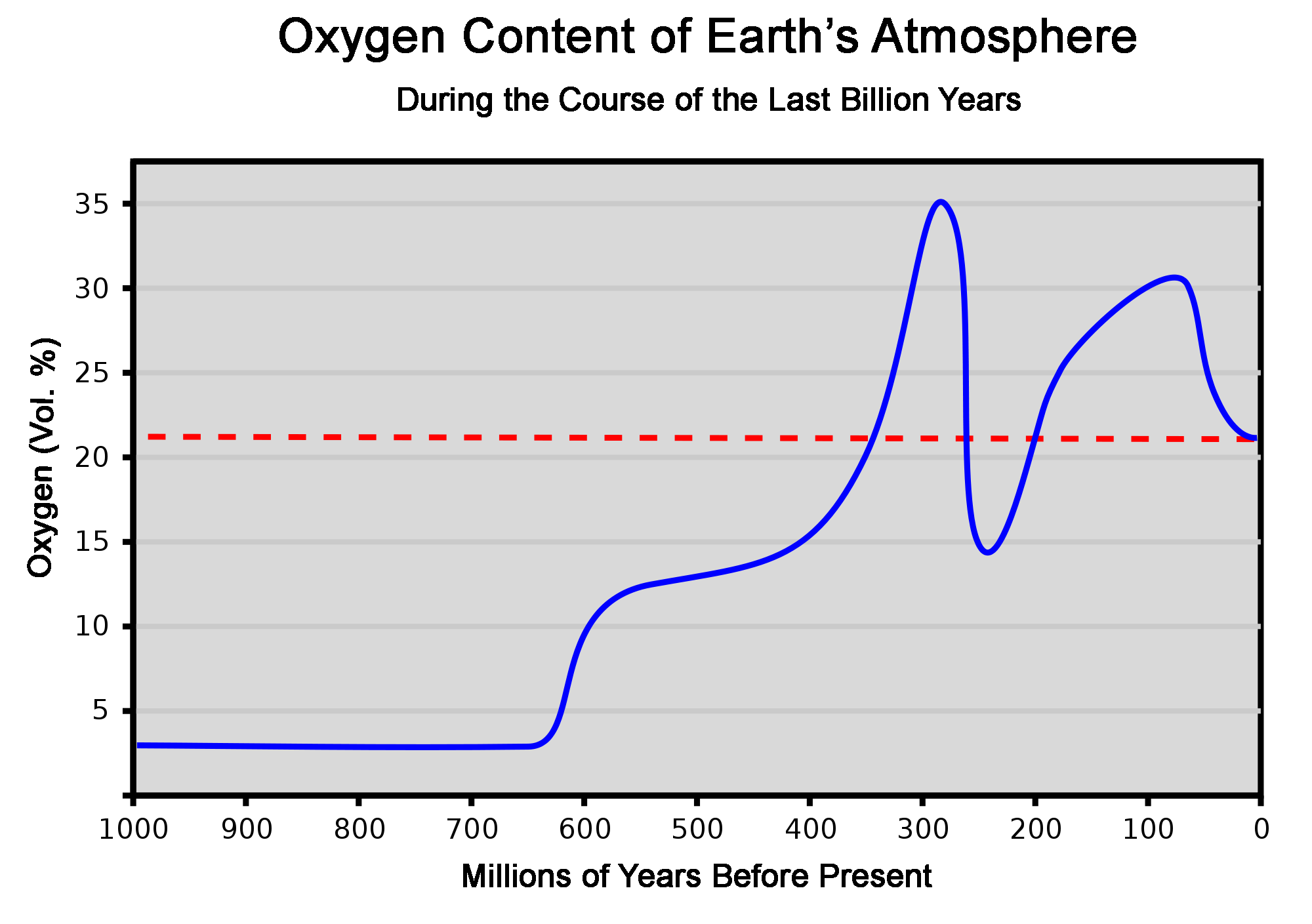
Concentração de oxigênio na atmosfera terrestre ao longo dos últimos um bilhão de anos

Com a acreção dos continentes há cerca de 3,5 bilhões de anos. O movimento das placas tectônicas rearranjou continuamente os continentes e também moldaram a evolução do clima, permitindo a transferência do gás carbônico atmosféricos para grandes depósitos orgânicos continentais. Embora a produção de oxigênio por organismos seja tão antiga quanto 3 bilhões de anos, o oxigênio livre na atmosfera não existia até pelo menos há 1,7 bilhões/mil milhões de anos; o que pode ser verificado pela formação de óxido de ferro em sedimentos e o fim da sedimentação do ferro em estado elementar. Foi o fim da atmosfera redutiva para a atmosfera oxidante. A partir de então, a quantidade de oxigênio na atmosfera terrestre manteve-se estável em 5% até 600 milhões de anos atrás, mas alcançou um pico de 35% há 300 milhões de anos. Desde então, a quantidade de oxigênio na atmosfera sofreu flutuações até se estabilizar em 21% atualmente.